# SN 1998fb
SN 1998fb – supernowa odkryta 20 grudnia 1998 roku w galaktyce A033045-5232. W momencie odkrycia miała maksymalną jasność 18,40m.